# Уругвай на Чемпіонаті світу з водних видів спорту 2015
Уругвай взяв участь у Чемпіонаті світу з водних видів спорту 2015, який пройшов у Казані (Росія) від 24 липня до 9 серпня. 

## Плавання
Уругвайські плавці виконали кваліфікаційні нормативи в дисциплінах, які наведено в таблиці (не більш як 2 плавці на одну дисципліну за часом нормативу A, і не більш як 1 плавець на одну дисципліну за часом нормативу B):
Чоловіки
| Спортсмен         | Дисципліна          | Попередній заплив | Попередній заплив | Півфінал        | Півфінал        | Фінал           | Фінал           |
| Спортсмен         | Дисципліна          | Час               | Місце             | Час             | Місце           | Час             | Місце           |
| ----------------- | ------------------- | ----------------- | ----------------- | --------------- | --------------- | --------------- | --------------- |
| Габріель Мелконян | 50 м вільним стилем | 23.73             | 51                | Завершив виступ | Завершив виступ | Завершив виступ | Завершив виступ |
| Мартін Мелконян   | 50 м брасом         | 28.53             | 39                | Завершив виступ | Завершив виступ | Завершив виступ | Завершив виступ |

Жінки
| Спортсменка    | Дисципліна           | Попередній заплив | Попередній заплив | Півфінал         | Півфінал         | Фінал            | Фінал            |
| Спортсменка    | Дисципліна           | Час               | Місце             | Час              | Місце            | Час              | Місце            |
| -------------- | -------------------- | ----------------- | ----------------- | ---------------- | ---------------- | ---------------- | ---------------- |
| Інес Ремерсаро | 100 м на спині       | 1:04.73           | 47                | Завершила виступ | Завершила виступ | Завершила виступ | Завершила виступ |
| Інес Ремерсаро | 200 м на спині       | 2:20.55           | 40                | Завершила виступ | Завершила виступ | Завершила виступ | Завершила виступ |
| Софія Ушер     | 50 м вільним стилем  | 27.93             | 69                | Завершила виступ | Завершила виступ | Завершила виступ | Завершила виступ |
| Софія Ушер     | 100 м вільним стилем | 1:00.64           | 71                | Завершила виступ | Завершила виступ | Завершила виступ | Завершила виступ |